# 卸町站 (福島縣)

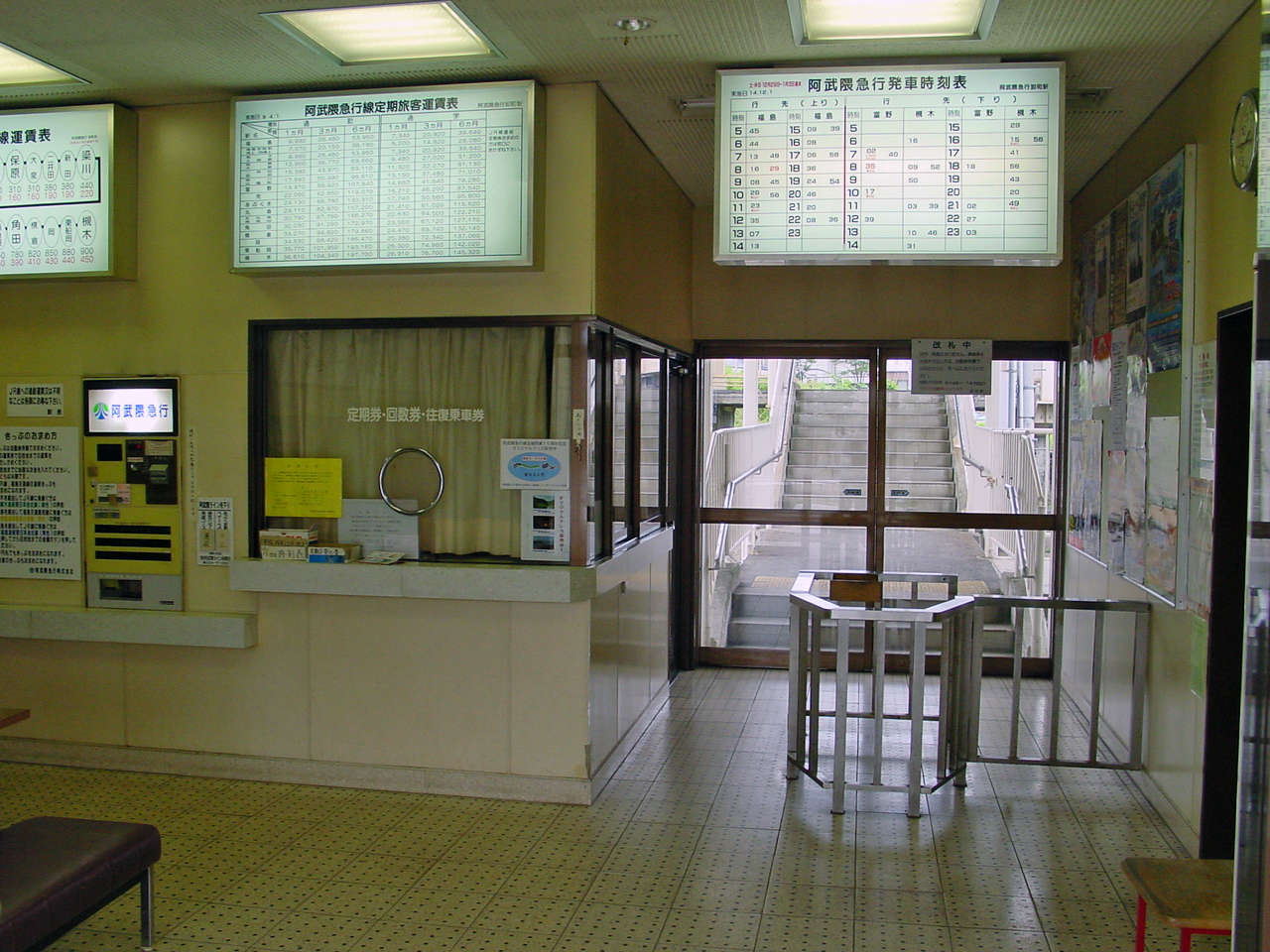
驗票口（2003年7月）

卸町站（日语：／ Oroshi-machi eki */?）是位於福島縣福島市鎌田字卸町3番1號，阿武隈急行的阿武隈急行線車站。

## 歷史
- 1988年（昭和63年）7月1日 - 車站啟用。
- 2005年（平成17年）4月1日 - 車站委托福島市銀齡人材中心負責車站業務。
- 2006年（平成18年） - 星期六和假日日間設有車站職員當值。
- 2012年（平成24年）4月1日 - 成為無人車站。

## 車站構造
本站是地面車站，設有1面1線的單式月台。在2012年4月1日起成為無人車站。站內設有候車室、廁所、自動販賣機（飲品）、蕎麥游膳「阿部」商店。當蕎麥游膳「阿部」休息日當天，候車室也會關閉。

## 使用狀況
在2016年度的1日平均乘車人次為332人。以下為近年乘車人次變化：
| 乘車人員變化 | 乘車人員變化     |
| 年度         | 1日平均 乘車人次 |
| ------------ | ---------------- |
| 2000         | 373              |
| 2001         | 351              |
| 2002         | 332              |
| 2003         | 312              |
| 2004         | 310              |
| 2005         | 315              |
| 2006         | 301              |
| 2007         | 295              |
| 2008         | 290              |
| 2009         | 285              |
| 2010         | 271              |
| 2011         | 243              |
| 2012         | 321              |
| 2013         | 337              |
| 2014         | 340              |
| 2015         | 333              |
| 2016         | 332              |

## 車站周邊
車站南邊設有福島市中央批發市場和福島卸商團地。車站附近一帶為文字通問屋街，為福島市內外主要幹道。
車站北邊
- JR東日本東北本線東福島站
- 福島市政廳北信分所、北信學習中心
- 大原醫療中心

車站南邊
- 福島卸商團地
- 福島市中央批發市場
- 羅森福島鎌田卸町店
- 東邦銀行（日语：東邦銀行）北福島分店
- 福島卸町簡易郵局

## 相鄰車站
阿武隈急行
■阿武隈急行線
福島－（矢野目號誌站）－卸町－福島學院前

## 注腳
1. ↑  .   [2021-01-18]. （原始内容存档于2018-06-08）.